# Notopygos labiatus
Notopygos labiatus är en ringmaskart som beskrevs av McIntosh 1885. Notopygos labiatus ingår i släktet Notopygos och familjen Amphinomidae. Inga underarter finns listade i Catalogue of Life.